# Melveren
Melveren is een kerkdorp dat deel uitmaakt van de stad Sint-Truiden in de Belgische provincie Limburg. Het gehucht ligt ten noorden van het stadscentrum aan de spoorlijn van Genk naar Landen en de N722, de oude weg van Hasselt naar Sint-Truiden.
In 1969 werd het Psychiatrisch Ziekenhuis Sancta Maria vanuit de binnenstad van Sint-Truiden verplaatst naar een campus van 19 ha te Melveren. Sinds 2011 is dit onderdeel van Psychiatrisch Ziekenhuis Asster.

## Bezienswaardigheden
- Bezienswaardig is de classicistische Salvator Mundikerk uit 1761. De kerk, de pastorie en het naast de kerk gelegen kasteel van Melveren met een oude kern uit de 17de eeuw vormen de kern van het gehucht.
- Kasteel Menten de Horne
- Kasteel van Melveren
- Kasteel van Nieuwenhoven, ten noorden van Melveren
- Kasteel van Terbiest, met domein

## Natuur en landschap
Melveren ligt in Vochtig-Haspengouw. Door verkaveling en huizenbouw is veel van het oorspronkelijke landschap verloren gegaan. Er is echter nog veel fruitteelt aanwezig. Ten zuiden van Melveren loopt de Metsterbeek in westelijke richting. Ten noordwesten van Melveren bevindt zich het Provinciaal Domein Nieuwenhoven.

## Geboren in Melveren
- Godfried Coart (1512-1572), een van de martelaren van Gorcum

## Nabijgelegen kernen
Kortenbos, Schurhoven, Guvelingen, Metsteren, Nieuwerkerken
Deelgemeenten: Aalst · Brustem · Duras · Engelmanshoven · Gelinden · Gorsem · Groot-Gelmen · Halmaal · Kerkom-bij-Sint-Truiden · Ordingen · Runkelen · Sint-Truiden · Velm · Wilderen · Zepperen

Overige kernen: Bevingen · Kortenbos · Melveren · Metsteren · Senselberg

Belgische gemeenten · Arrondissement Hasselt · Limburg · Vlaanderen